# Lossy
Lossy (Lèthi  en patois fribourgeois) est une localité et une ancienne commune suisse du canton de Fribourg, située dans le district de la Sarine.

## Histoire
Lossy est situé sur la rive gauche de la Sonnaz (rivière). Réunie administrativement à l'ancienne commune de Formangueires en 1834, les deux communes n'eurent dès lors qu'un seul Conseil communal, mais la jouissance et l'administration des biens communaux restèrent séparées jusqu'à la fusion de 1982. En 1266, Guillaume de Montagny prêta serment au comte de Savoie pour ses terres à l'exception de Belfaux, Grolley et Lossy. Nicolas d'Englisberg vendit en 1294 les villages de Lossy, Formangueires et La Corbaz à son frère Guillaume et à Jean de Vuippens. Partie des Anciennes Terres (bannière de l'Hôpital) dès 1442 au plus tard, l'ancienne commune fut ensuite incorporé au district de Fribourg de 1798 à 1848. Le village releva de tout temps de la paroisse de Belfaux. Localité à caractère rural, Lossy connaît, depuis la fin du XXe siècle, un développement résidentiel lié à sa proximité avec Fribourg.
Lossy a fusionné en 1982 avec Formangueires pour former la commune de Lossy-Formangueires. Celle-ci va à son tour fusionner en 2004 avec ses voisines de Cormagens et La Corbaz pour former la commune de La Sonnaz.

## Patrimoine bâti
La chapelle Saint-Joseph date de 1920.

## Toponymie
1228 : Lozchie

## Démographie
Lossy comptait 86 habitants en 1811, 121 en 1850, 130 en 1900, 134 en 1950, 184 en 1980.